# Trasmiras
Trasmiras település Spanyolországban, Ourense tartományban. Trasmiras Xinzo de Limia, Sarreaus és Cualedro községekkel határos. Lakosainak száma 1220 fő (2024).

## Népesség
A település népessége az elmúlt években az alábbi módon változott:
| Lakosok száma | 1922 | 1786 | 1724 | 1656 | 1534 | 1456 | 1327 | 1286 | 1261 | 1220 |
|               | 2001 | 2004 | 2007 | 2009 | 2012 | 2014 | 2017 | 2019 | 2022 | 2024 |